# ويلارد هوغلاند
ويلارد هوغلاند (بالإنجليزية: Willard Hoagland)‏ هو لاعب كرة قاعدة أمريكي، ولد في 1862 في أوبورن في الولايات المتحدة، وتوفي بنفس المكان في 11 أكتوبر 1936.